# Риба и морски плодови у средњовјековној исхрани (Србија)
Риба је чинила мали дио у јеловнику обичног свијета. Срби ни у својој старијој историји никада нијесу много јели рибу, па ни у средњем вијеку. О исхрани морским плодовима у средњовјековној Србији нама много података, а највише их је сачувано у манастирима и текстовима који се односе на Приморје. За разлику од обичног народа, владарске трпезе су биле снадбјевене свежом слатководном рибом, па и усољеном морском рибом и морским плодовима. Поред ловишта владари су имали и своје рибњаке. Краљ Милутин је поклонио манастиру своје рибњаке у Неродимки, а 1299. године византијско је посланство издашно гостио рибом. Највише се цијенила свјежа риба, стара до један дан. Када би владари боравили у Приморју, могли су себи приуштити и свежу морску рибу, заступљену у исхрани људи у градовима Доње Зете (мада су је и ови претежно усољавали ради извоза). Године 1426. када су Дубровчани превозили деспота Ђурђа Бранковића из Зете у свој град, уз главни брод су вукли чамац за лов рибе, да би је сјвежу могли спремити за госта. Сува усољена риба, током средњег вијека, највише је извожена из Приморја у унутрашњост. У Србију су увожене:
- сува, усољена морска риба;
- у желатину зачињене морске рибе („pisces in zelatina“)
- полипи (у мјешинама);
- октоподи (помињу се као јело у манастиру Хиландару)
- хоботнице (у Студеници су се, суботом и недјељом, током истог поста, могле јести хоботнице или икре);
- икра (нарочито је била цијењена усољена икра „bottarga“ довожена са албанске обале)
- сипе (у повељи Лаври Св. Анастасија, помиње их и деспот Јован Угљеша , заједно са усољеном рибом и каменицама, у вези преноса из дарованог ловишта у манастир. То је и најдетаљнији списак морских плодова у српском ћириличком рукопису);
- каменице

У Приморју, риба се пекла на градаеле, у тигањима или је кувана. За унутрашњост нема података о начину спремања, у средњем вијеку.